# Nystklöver
Nystklöver (Trifolium glomeratum) är en ärtväxtart som beskrevs av Carl von Linné. Enligt Catalogue of Life ingår Nystklöver i släktet klövrar och familjen ärtväxter, men enligt Dyntaxa är tillhörigheten istället släktet klövrar och familjen ärtväxter. Arten förekommer tillfälligt i Sverige, men reproducerar sig inte. Inga underarter finns listade i Catalogue of Life.

## Bildgalleri

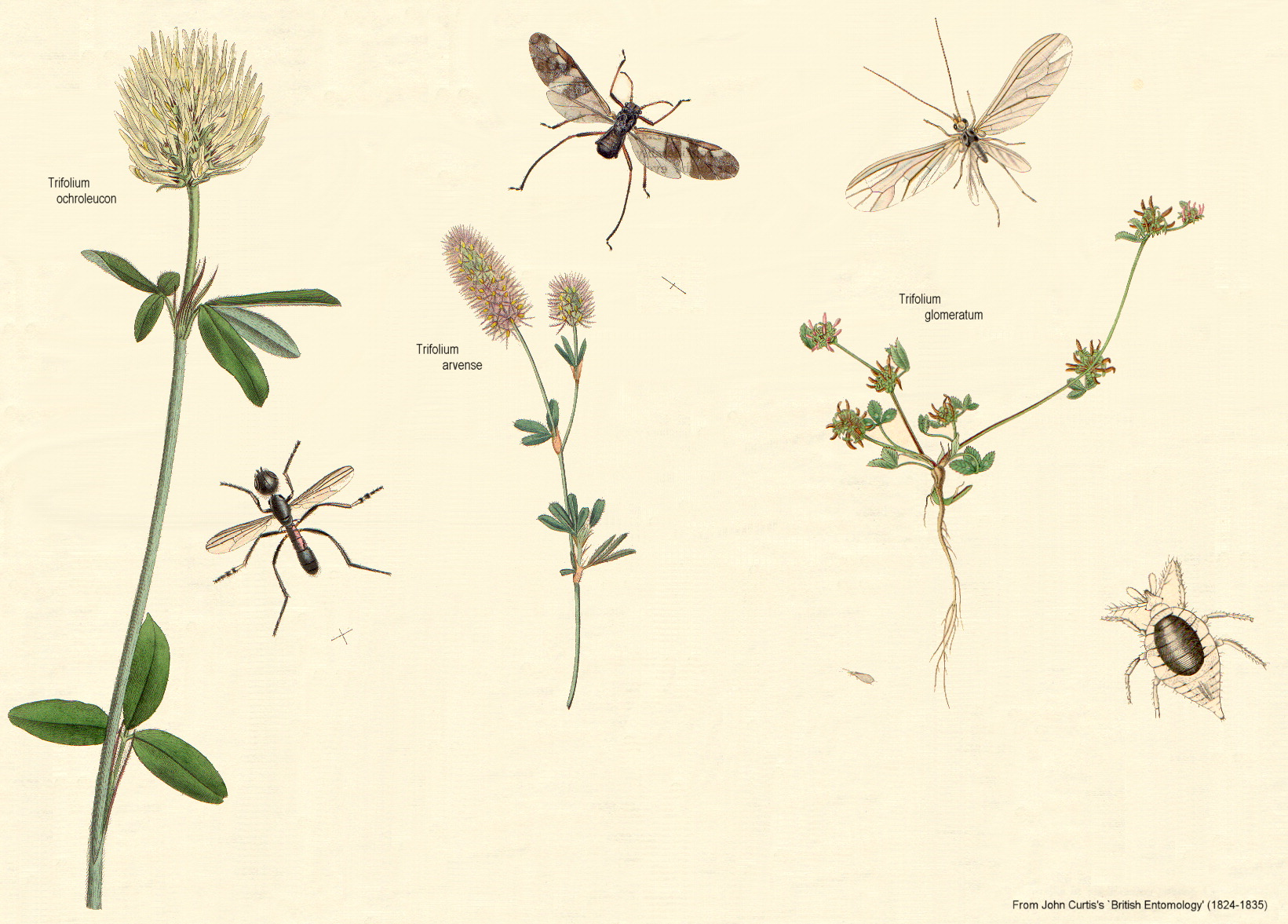